# 克雷格·福赛思
克雷格·福赛思（英語：Craig Forsyth；1989年2月24日—）是一位蘇格蘭足球運動員。在場上的位置是左後衛和左中場。他現在效力於英格蘭足球甲組聯賽球隊打比郡。他也代表蘇格蘭國家足球隊參賽。

## 球員生涯

### 登地
福赛思在卡洛基男孩足球會學習踢球，之後在2006年轉投蘇格蘭足球甲級聯賽球會登地。2006年11月11日，他在對利文斯顿的比賽首次上場，最終以3-2取勝。2008年2月，他被外借到苏格兰足球丙级联赛球會蒙特羅斯至季末，期間共在聯賽上場9次和1次在晉級附加賽上場。2008/09賽季，他被外借到艾布亞夫，並在2009年3月28日對布里金城的比賽打進生涯首球，使球隊以1-0小勝。外借期間他共在聯賽上場26次及打進2球。2009/10賽季外借完結後的他回到登地，他在蘇格蘭聯賽盃對阿伯丁的比賽打進在登地首顆進球，使球隊以3-2取勝，此外他亦在各項賽事中共打進5球，包括蘇格蘭挑戰盃決賽對因弗内斯的致勝球。2010/11賽季，縱使球隊因為被接管而扣25分，他仍能助球隊以第六名完成聯賽。該球季他在聯賽上場33次及打進8球。

### 屈福特
2011年6月，他轉會至屈福特並簽約三年，並在球季揭幕日對伯恩利的比賽取得進球。
2012年10月19日，他被外借到巴拉福特兩個月，在3-1擊敗車頓咸的比賽首次上場。12月4日英格蘭足球聯賽錦標賽對韦尔港的比賽取得在巴拉福特首個進球，使球隊以2-0取勝晉級。
2013年3月4日，他被外借到打比郡並在翌日對卡迪夫城的比賽先發上場。2013年4月29日，他被球會召回，當時離球季結束還有一場賽事。外借期間共上場10次。

### 德比郡
2013年7月1日，福赛思與打比郡簽約三年，轉會費據報為15萬鎊。在首個賽季便成為球隊首選左邊衛，當有需要時亦會出任中後衛。永久轉會後首場賽事是以1-1打平布莱克本流浪者，他以先發身份上場。
2014年6月27日，他與球會續約四年，使他留效至2017/18賽季。2015年11月，他因為十字韌帶受損使他需要休息長達九個月。2016年8月22日，他再一次受到嚴重傷患。
2022年7月27日，福赛思與球會續約一年，使他將會在德比郡效力超過10年。

## 國家隊生涯
福赛思在2014年5月28日友誼賽對尼日利亞首次上場，在77分鐘替補上場。

## 榮譽
登地
- 蘇格蘭挑戰盃：2009

## 外部連結
- 足球数据库：克雷格·福赛思的球员统计数据